# Chronologie des échecs
Chronologie des échecs

## Chronologie antérieure à 1850
- Ve siècle : Apparition en Inde du Chaturanga, ancêtre du jeu d'échecs et en Iran du Chatrang.
- Xe siècle :
  - Domination arabe. As-Suli et Al-Adli, théoriciens des échecs
  - Première mention des échecs en Occident dans le Versus de Scachis
- XIe siècle : Diffusion du jeu en Europe occidentale
- 1212 : Le concile de Paris frappe les échecs d'anathème.
- Milieu XIIIe siècle: Parution du manuscrit d'Alonzo qui contient des problèmes d'échecs
- Vers 1266 : Parution du manuscrit dit Bonus Socius.

### XVesiècle
- 1476 : Charles le Téméraire, duc de Bourgogne, maintient l'interdit sur les jeux de cartes et de dés, mais il lève celui sur le jeu d’échecs[1]. Le jeu était autorisé aux seuls laïques sous Saint-Louis, puis interdit par les rois Charles V et VI[2].
- 1477 : Un deuxième tournoi d'échecs a lieu à Nuremberg, 10 ans après le premier tournoi du genre, organisé en 1467 par la société des joueurs d'échecs de la ville[3].
- 1477 : Mort de Charles le Téméraire, duc de Bourgogne et considéré comme le plus fort joueur d’échecs à partir des années 1460[1].
- 1480 : Naissance de Pedro Damiano, joueur, théoricien, auteur d’une défense qui porte son nom, la défense Damiano[1].
- 1497 : Lucena publie, à Salamanque, le plus ancien ouvrage imprimé sur les échecs[4] : Repetición de Amores y Arte de Ajedrez. Il y décrit la partie espagnole, avant Ruy López, et donne son nom à deux de ses variantes : les défenses Lucena-Berger[Note 1] et Lucena-Cozio[Note 2].

### XVIesiècle
- Règle de l'avance facultative du pion de deux pas et de la prise en passant.
- 1512 : Traité de Damiano
- 1561 : Traité de Ruy López
- 1574 : Ruy Lopez de Segura considéré comme le meilleur joueur du monde après sa victoire sur Giovanni Leonardo da Cutri
- 1575 : À la cour de Madrid, Philippe II organise le premier tournoi à quatre joueurs. Leonardo prend sa revanche sur Ruy Lopez et bat également Paolo Boï et Alfonso Cerón
- 1590 : Traité de Giulio Polerio (1548-1612)
- 1597 : Traité de Gianutio.

### XVIIesiècle
- début du siècle : Gioachino Greco (1600-1634) gagne sa vie en faisant des tournées dans les cours d'Europe.
- 1602 : Traité de Alessandro Salvio
- 1617 : Traité de Pietro Carrera (1573-1647)

### XVIIIesiècle
- 1747 : Philidor est considéré comme le meilleur joueur du monde après sa victoire sur Philippe Stamma
- 1749 : Parution de l'ouvrage de Philidor Analyse du jeu d'échecs
- 1766 : Traité de Carlo Cozio

### XIXesiècle
- 1834 : La Bourdonnais bat en match McDonnell (considéré comme un championnat du monde)
- 1843 : Staunton bat en match Pierre Saint-Amant (considéré comme un championnat du monde)
- 1843 : Parution de la première revue échiquéenne : Le Palamède
- 1846 : Howard Staunton bat en match Bernhard Horwitz
- 1848 : Adolf Anderssen bat en match Daniel Harrwitz.

## 1850-1979, par décennie
- Décennie 1850 aux échecs
- Décennie 1860 aux échecs
- Décennie 1870 aux échecs
- Décennie 1880 aux échecs
- Décennie 1890 aux échecs
- Décennie 1900 aux échecs
- Décennie 1910 aux échecs
- Décennie 1920 aux échecs
- Décennie 1930 aux échecs
- Décennie 1940 aux échecs
- Décennie 1950 aux échecs
- Décennie 1960 aux échecs
- Décennie 1970 aux échecs

## Par année

### Décennie 1980
- Année 1980 aux échecs
- Année 1981 aux échecs
- Année 1982 aux échecs
- Année 1983 aux échecs
- Année 1984 aux échecs
- Année 1985 aux échecs
- Année 1986 aux échecs
- Année 1987 aux échecs
- Année 1988 aux échecs
- Année 1989 aux échecs

### Décennie 1990
- Année 1990 aux échecs
- Année 1991 aux échecs
- Année 1992 aux échecs
- Année 1993 aux échecs
- Année 1994 aux échecs
- Année 1995 aux échecs
- Année 1996 aux échecs
- Année 1997 aux échecs
- Année 1998 aux échecs
- Année 1999 aux échecs

### Décennie 2000
- Année 2000 aux échecs
- Année 2001 aux échecs
- Année 2002 aux échecs
- Année 2003 aux échecs
- Année 2004 aux échecs
- Année 2005 aux échecs
- Année 2006 aux échecs
- Année 2007 aux échecs
- Année 2008 aux échecs
- Année 2009 aux échecs

### Décennie 2010
- Année 2010 aux échecs
- Année 2011 aux échecs
- Année 2012 aux échecs
- Année 2013 aux échecs
- Année 2014 aux échecs
- Année 2015 aux échecs
- Année 2016 aux échecs
- Année 2017 aux échecs
- Année 2018 aux échecs
- Année 2019 aux échecs

### Décennie 2020
- Année 2020 aux échecs
- Année 2021 aux échecs
- Année 2022 aux échecs
- Année 2023 aux échecs
- Année 2024 aux échecs
- Année 2025 aux échecs